# Margarornis
Margarornis es un género de aves paseriformes perteneciente a la familia Furnariidae que agrupa a especies nativas de la América tropical (Neotrópico), donde se distribuyen desde Costa Rica, por el este de América Central, y por América del Sur a lo largo de los Andes, desde el oeste de Venezuela hasta el sureste de Perú y oeste de Bolivia. A sus miembros se les conoce por el nombre común de subepalos, y también corretroncos.

## Etimología
El nombre genérico masculino «Margarornis» se compone de las palabras del griego « μαργαρον margaron»: perla y «ορνις ornis, ορνιθος ornithos»: pájaro, ave, significando «pájaro perlado».

## Características
Las especies de este género son furnáridos atractivos, que miden alrededor de 15 cm de longitud, cuyas plumas de la cola terminan en púas rígidas que se proyectan. Son más arborícolas que los subepalos del género Premnoplex, y habitualmente trepan por troncos y ramas. Habitan en selvas húmedas de montaña.

## Especies
Según las clasificaciones del Congreso Ornitológico Internacional (IOC) y Clements Checklist v.2018, el género agrupa a las siguientes especies con el respectivo nombre popular de acuerdo con la Sociedad Española de Ornitología (SEO):
| Imagen | Nombre científico       | Autor                        | Nombre común        | EC (*) |
| ------ | ----------------------- | ---------------------------- | ------------------- | ------ |
|        | Margarornis bellulus    | Nelson, 1912                 | subepalo bonito     | NT     |
|        | Margarornis rubiginosus | Lawrence, 1865               | subepalo rojizo     | LC     |
|        | Margarornis stellatus   | P.L. Sclater & Salvin, 1873  | subepalo estrellado | NT     |
|        | Margarornis squamiger   | (Orbigny & Lafresnaye, 1838) | subepalo perlado    | LC     |

(*) Estado de conservación

## Taxonomía
Autores anteriores incluyeron los géneros Premnornis y Premnoplex en el presente. Sin embargo, los datos genéticos indican que Premnornis no está cercanamente emparentado con la dupla Premnoplex + Margarornis. Moyle et al. (2009) y Derryberry et al. (2011) confirmaron que Premnoplex y Margarornis son géneros hermanos, pero que no tienen ningún pariente cercano dentro de Furnariidae.
El género Roraimia también ya fue anteriormente incluido en el presente, pero las diferencias del formato de la cola, el comportamiento y la vocalización sugieren que Roraimia no está cercanamente emparentada con los otros miembros del «ensamble Margarornis». Los datos genéticos posteriores lo confirmaron.